# Шакіл Пінас
Шакіл Райлі Грасіано Пінас (нід. Shaquille Riley Graciano Pinas, нар. 19 березня 1998, Роттердам, Нідерланди) — суринамський футболіст, центральний захисник шведського клубу «Гаммарбю» та національної збірної Суринаму.

## Ігрова кар'єра

### Клубна
У 2011 році Шакіл Пінас приєднався до молодіжної команди нідерландського клубу «Дордрехт». Саме у складі цього клубу футболіст дебютував на професійному рівні. Сталося це 20 січня 2017 року у матчі Еерстедивізі проти «Йонг Утрехт».
Влітку 2017 року Пінас перейшов до клубу «АДО Ден Гаг» і 16 грудня 2017 року у поєдинку проти ПСВ провів свою першу гру у вищому дивізіоні чемпіонату Нідерландів. В червні 2018 року Пінас підписав з клубом новий трирічний контракт. За результатами сезону 2020/21 «АДО Ден Гаг» вилетів з Ередивізі і Пінас залишив клуб.
У червні 2021 року Пінас приєднався до болгарського клубу «Лудогорець», де на той час уже грав нідерландський футболіст Сержіо Падт.
Вже через рік, влітку 2022 року Шакіл Пінас перейшов до шведського «Гаммарбю», з яким підписав контракт на три з половиною роки. 17 липня 2022 року у матчі проти «Ельфсборга» Пінас дебютував у шведському чемпіонаті.

### Збірна
На міжнародному рівні Шакіл Пінас починав грати за юнацьку збірну Нідерландів.
24 березня 2021 року в матчі відбору до Чемпіонату світу 2022 року проти збірно Кайманових островів Пінас дебютував у складі національної збірної Суринаму. У тій першій грі за збірну вже на 22-й хвилині матчу захисник відзначився забитим голом.

## Титули
Лудогорець
 Чемпіон Болгарії: 2021/22